# 交换输血
交换输血簡稱換血，是指将患者的血液抽出，并將獻血者捐献的血液輸入到患者體內。交换输血用于治疗某些疾病，例如新生兒溶血症和鐮刀型紅血球疾病。